# Adoretus bottegoi
Adoretus bottegoi är en skalbaggsart som beskrevs av Brenske 1895. Adoretus bottegoi ingår i släktet Adoretus och familjen Rutelidae. Inga underarter finns listade i Catalogue of Life.